# A.S.D. Nuova Santa Maria delle Mole Marino
ASD Nuova Santa Maria delle Mole Marino  (trước đây là ASD Nuova Santa Maria delle Mole) là một câu lạc bộ bóng đá Ý có trụ sở tại Marino, Lazio.

## Lịch sử

### Thành lập
Câu lạc bộ được thành lập vào năm 1978.

### Serie D
Trong mùa giải 2012-13, đội được thăng hạng lần đầu tiên từ Eccellenza Lazio / A sang Serie D và đổi tên gọi thành tên hiện tại.

## Màu sắc và huy hiệu
Màu của đội là xanh nhạt và trắng.

## Sân vận động
Nó chơi tại Stadio Comunale Domenico Fiore, ở Marino, Ý  với sức chứa 3.000 chỗ ngồi.